# Gabriella Mészáros
Gabriella Mészáros   (Budapest, 14 de desembre de 1913 - Budapest, 4 d'abril de 1994) va ser una gimnasta artística hongaresa que va competir durant la dècada de 1930.
El 1936 va prendre part en els Jocs Olímpics de Berlín, on guanyà la medalla de bronze en la competició del concurs complet per equips del programa de gimnàstica.